# Університет національного та світового господарства
Університет національного та світового господарства (болг. Университет за национално и световно стопанство) один із найбільших та найстаріших економічних вищих навчальних закладів у Південно-Східній Європі, має понад 90-річну історію. Розташовується у Софії, столиці Болгарії.
УНСГ — сучасна державна вища школа, в якій проводиться навчання у різних формах та на різних рівнях з метою здобуття освітньо-кваліфікаційного ступеня «спеціаліст», «бакалавр», «магістр» та освітнього й наукового ступеня «доктор» відповідно до традицій і цінностей болгарської вищої освіти.

## Історія університету
УНСГ — наступник Вільного університету політичних і господарських наук, створеного за наказом № 2155/05.07.1920 року Міністра народної просвіти. Законом від 1940 року (Державна газета №. 126 від 7.06.1940 року) цей університет трансформовано в Державну вищу школу фінансових та адміністративних наук. Указом № 26 відновлено самостійність вищої школи під назвою Вищий економічний інститут. 1953 року Указом № 89 інституту надано ім'я Карла Маркса.
27 квітня 1990 року рішенням Академічної ради інститут реформовано в Університет національного та світового господарства. Офіційна трансформація вищої школи здійснюється за рішенням Народних зборів Республіки Болгарії про створення та реформування вищих шкіл.

## Спеціальності
Університет проводить навчання за спеціальностями: підприємництво, макроекономіка, фінанси, бухгалтерський облік, фінансовий контроль, економіка та організація праці, страхова та соціальна справа, маркетинг, прогнозування і планування, статистика й економетрія, економіка індустрії, аграрна економіка, економіка торгівлі, економіка кооперацій, економіка транспорту, економіка сполучень, економіка соціально-культурної галузі, журналістика та масмедіа, економіка оборони й безпеки, економіка інтелектуальної власності, міжнародні економічні відносини, міжнародні відносини, туризм, логістика, соціологія, господарське управління, бізнес-інформатика, публічна адміністрація, право, економіка за спеціалізацією: економічна соціологія, економічна психологія та економічна педагогіка.